# Paulino Vicente
Paulino Vicente est un artiste peintre né à Oviedo en 1900 qui fait partie de ceux qu'on appelle de la Génération de 27.

## Biographie
Après avoir étudié à l'École des Beaux Arts de San Fernando et en Italie, il s'établit définitivement dans sa ville natale en 1931. En 1970 il commence à peindre la série Españoles fuera de España.
Avec ces portraits il resta dans la mémoire du temps de la capitale asturienne. Il a d'ailleurs été gratifié par el Ayuntamiento (mairie) comme « Fils Chéri d'Oviedo » en 1979. Il meurt à l'âge de 90 ans.